# Венегас, Франсиско
Франсиско Эдуардо Венегас Морено (исп. Francisco Eduardo Venegas Moreno; род. 16 июля 1998, Акамбаро, Гуанахуато) — мексиканский футболист, защитник клуба Масатлан и сборной Мексики.

## Клубная карьера
Венегас — воспитанник клуба «Пачука». 31 июля 2016 года в матче против «Некаксы» он дебютировал в мексиканской Примере, заменив во втором тайме Вильсона Морело. В начале 2017 года Франсиско на правах аренды перешёл в чилийский «Эвертон» из Винья-дель-Мар. 6 августа в матче против «Сан-Луис Кильота» он дебютировал в чилийской Примере. 22 октября в поединке против «Сантьяго Уондерерс» Франсиско забил свой первый гол за «Эвертон».
В начале 2019 года Венегас перешёл в УАНЛ Тигрес. 3 февраля в матче против «Сантос Лагуна» он дебютировал за новую команду. 9 февраля в поединке против «Веракрус» Франсиско сделал «дубль», забив свои первые голы за УАНЛ Тигрес. По итогам сезона он помог клубу выиграть чемпионат.

## Международная карьера
В 2015 году в составе юношеской сборной Мексики Венегас выиграл юношеский чемпионата Северной Америки в Гондурасе. В том же году Франсиско принял участие в юношеском чемпионате мира в Чили. На турнире он сыграл в матчах против команд Аргентины, Австралии, Германии, Чили, Нигерии и Бельгии. В поединках против аргентинцев, бельгийцев и немцев Венегас забил три гола.
В том же году Венегас в составе молодёжной сборной Мексики принял участие в молодёжном чемпионате мира в Южной Корее. На турнире он сыграл в матчах против команд Вануату, Сенегала и Англии.
В 2019 году в составе олимпийской сборной Мексики Венегас принял участие в Панамериканских играх в Перу. На турнире он сыграл в матчах против команд Панамы, Аргентины, Эквадора, Гондураса и Уругвая. В поединке против аргентинцев и гондурасцев Франсиско забил по голу.
3 октября того же года в товарищеском матче против сборной Тринидада и Тобаго Венегас дебютировал за сборную Мексики.

## Достижения
УАНЛ Тигрес
- Победитель Чемпионата Мексики — Клаусура 2019

Мексика (до 17)
- Юношеский кубок КОНКАКАФ — 2015